# Nymphorgerius bucharicus
Nymphorgerius bucharicus är en insektsart som beskrevs av Oshanin 1913. Nymphorgerius bucharicus ingår i släktet Nymphorgerius och familjen Dictyopharidae. Inga underarter finns listade i Catalogue of Life.